# Wolfgang Hardtwig

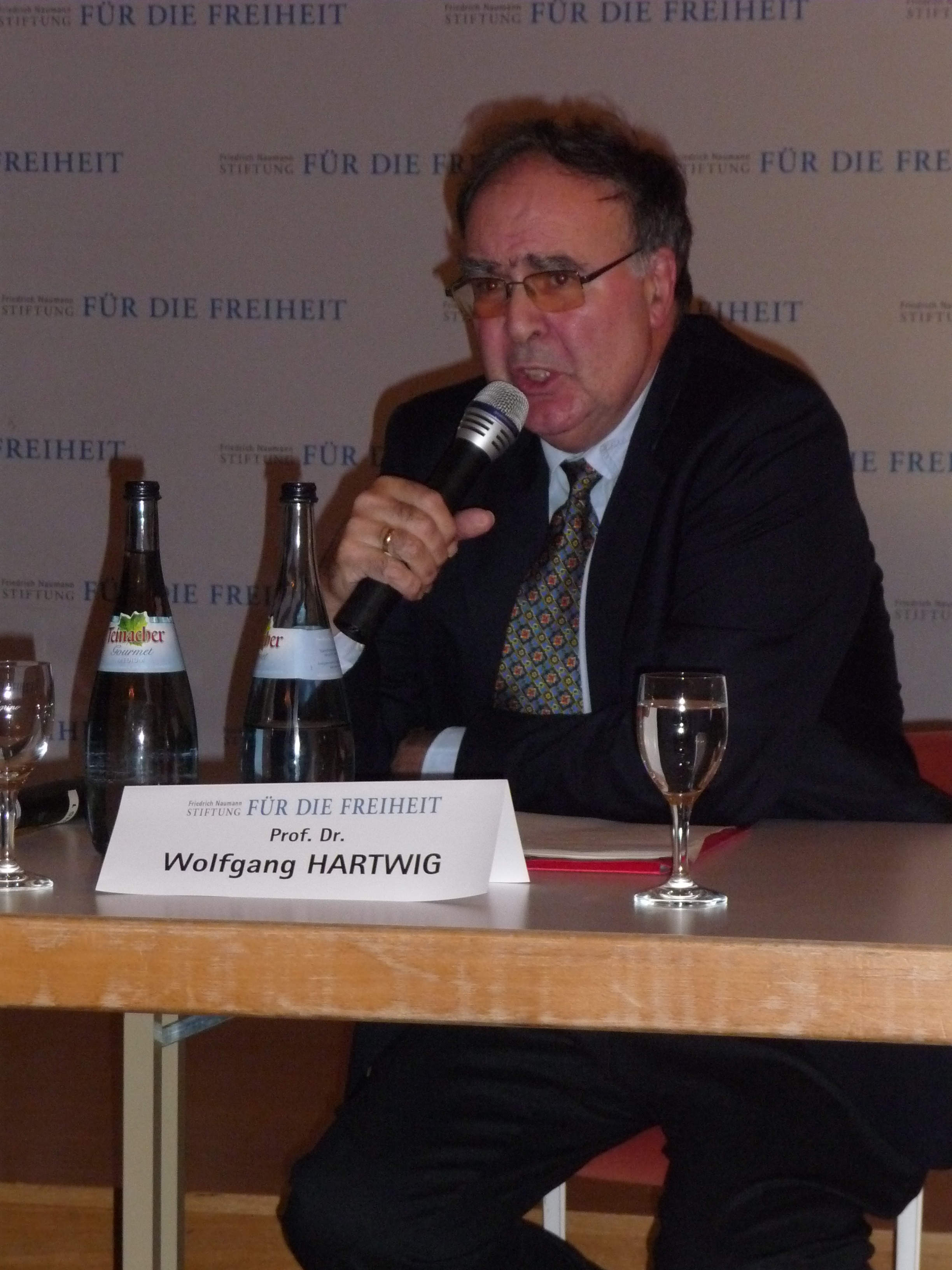
Wolfgang Hardtwig auf dem Kolloquium des Archivs des Liberalismus der Friedrich-Naumann-Stiftung für die Freiheit, 2010

Wolfgang Eduard Hardtwig (* 10. November 1944 in Reit im Winkl) ist ein deutscher Historiker.

## Leben
Hardtwig studierte von 1964 bis 1969 Geschichte, Germanistik, Philosophie und Kunstgeschichte an den Universitäten in Basel und München. 1971 wurde er wissenschaftlicher Assistent an der Universität München, wo er 1972 mit einer Dissertation über den Historiker Jacob Burckhardt promoviert wurde. 1982 habilitierte er sich mit Studien zur Begriffsgeschichte von Verein, Genossenschaft, Gesellschaft und Gewerkschaft. Seit 1982 war er Privatdozent in München, bis er 1985 auf eine Professur an der Friedrich-Alexander-Universität Erlangen-Nürnberg berufen wurde. 1987 war er Gastprofessor an der Emory University Atlanta. Seit 1991 war er Professor für Neuere Geschichte an der Humboldt-Universität zu Berlin mit dem Schwerpunkt 19. Jahrhundert. 1993/94 war er Fellow am Institute for Advanced Study in Princeton, New Jersey, 2000/01 Stipendiat am Historischen Kolleg in München. 2009 wurde er emeritiert.
Hardtwigs Forschungsschwerpunkt ist die Geschichte des späten 18. bis zum frühen 20. Jahrhundert. In diesem Bereich ist er sowohl als Autor zahlreicher Monographien und Aufsätze als auch als Herausgeber verschiedener Sammelbände hervorgetreten. In sein weites Tätigkeitsfeld fallen wichtige geschichtliche Zeiträume und Ereignisse wie der Vormärz, die Revolution von 1848/49 oder die Zwischenkriegszeit in Europa 1918–1939. Sein Interesse gilt dabei aber weniger der Ereignisgeschichte als struktur-, sozial- und kulturgeschichtlichen Aspekten, sowie der Geschichte der Emotionalität, die er an der Entwicklung der deutschen Studentenschaft vom 15. bis zum 20. Jahrhundert untersucht hat.
Seit 1993 ist er Mitherausgeber der Zeitschrift Geschichte und Gesellschaft, für die er zahlreiche Hefte zusammengestellt hat. Des Weiteren beschäftigt sich Hardtwig mit der Geschichtswissenschaft des 19. Jahrhunderts sowie mit der „Geschichtskultur“ von 1850 bis zur Gegenwart. In der neuesten Zeit hat er sich außerdem gemeinsam mit dem Literaturwissenschaftler Erhard Schütz mit der populären und literarischen Rezeption der Zeitgeschichte im 20. Jahrhundert befasst.
Hardtwigs Bestreben war es, eine von ihm so genannte Politische Kulturgeschichte zu etablieren. Dieser Ansatz versucht, die seit den 1980er Jahren aufgekommene Neue Kulturgeschichte konzeptionell zu erweitern. So werden etwa Anregungen aus der Alltagsgeschichte und Historischen Anthropologie aufgenommen, indem nicht mehr nur – wie in der traditionellen Kulturgeschichte verbreitet – die Hochkultur, sondern auch – im Anschluss etwa an die Überlegungen von Peter L. Berger und Thomas Luckmann (siehe Die gesellschaftliche Konstruktion der Wirklichkeit) – der Wandel des Blicks auf „symbolische Sinnwelten“ (Berger/Luckmann) wie Raum, Zeit, Körper oder Wissen im Verlaufe historischer Zeit betrachtet wird. Dabei liegt das Augenmerk auch auf dem wechselseitigen Bedingungsverhältnis des Politischen und des Verständnisses dieser „Fundamentalien“ aufeinander.
Hardtwig ist ein Enkel des liberalen Politikers und Opfers des Widerstands gegen Hitler Eduard Hamm, dessen weit in die Geschichte der Weimarer Republik ausgreifende Biografie er 2018 verfasst hat.

## Schriften
Monografien und Aufsatzsammlungen
- Geschichtsschreibung zwischen Alteuropa und moderner Welt. Jakob Burckhardt in seiner Zeit (= Schriftenreihe der Historischen Kommission bei der Bayerischen Akademie der Wissenschaften, Band 11). Vandenhoeck & Ruprecht, Göttingen 1974, ISBN 3-525-35905-5 (zugleich phil. Dissertation, Universität München, 1972).
- Geschichtskultur und Wissenschaft. dtv, München 1990, ISBN 3-423-04539-6.
- Nationalismus und Bürgerkultur in Deutschland 1500–1914. Ausgewählte Aufsätze. Vandenhoeck & Ruprecht, Göttingen 1994, ISBN 3-525-01355-8.
- Vormärz. Der monarchische Staat und das Bürgertum (= Deutsche Geschichte der neuesten Zeit vom 19. Jahrhundert bis zur Gegenwart, Band 2). dtv, München 1985, ISBN 3-423-04502-7 (4. Auflage 1997).
- Genossenschaft, Sekte, Verein in Deutschland. Band 1: Vom Spätmittelalter bis zur Französischen Revolution. C. H. Beck, München 1997, ISBN 3-406-41974-7.
- Hochkultur des bürgerlichen Zeitalters (= Kritische Studien zur Geschichtswissenschaft. Band 169). Vandenhoeck & Ruprecht, Göttingen 2005, ISBN 3-525-35146-1.
- Macht, Emotion und Geselligkeit. Studien zur Soziabilität in Deutschland 1500–1900. Franz Steiner Verlag, Stuttgart 2009, ISBN 978-3-515-09403-0.
- Verlust der Geschichte – oder wie unterhaltsam ist die Vergangenheit. Vergangenheitsverlag, Berlin 2010, ISBN 978-3-940621-17-7.
- Politische Kultur der Moderne. Ausgewählte Aufsätze. Vandenhoeck & Ruprecht, Göttingen 2011, ISBN 978-3-525-30018-3.
- Deutsche Geschichtskultur im 19. und 20. Jahrhundert. Oldenbourg Verlag, München 2013, ISBN 978-3-486-72461-5.
- Freiheitliches Bürgertum in Deutschland. Der Weimarer Demokrat Eduard Hamm zwischen Kaiserreich und Widerstand. Franz Steiner Verlag, Stuttgart 2018, ISBN 978-3-515-12094-4.
- Der Hof in den Bergen. Eine Kindheit und Jugend nach 1945. Vergangenheitsverlag, Berlin 2022, ISBN 978-3-86408-290-0 (Autobiographie).
- „In der Geschichte“. Historiker in West und Ost 1964–2024. Vergangenheitsverlag, Berlin 2024, ISBN 978-3-86408-331-0 (Zweiter Teil der Autobiographie). Rezension von René Schlott in der FAZ. Rezension von Patrick Bahners in der FAZ vom 9. November, S. 10 (Verwicklung des Individuums)

Herausgeberschaften
- Über das Studium der Geschichte. dtv, München 1990, ISBN 3-423-04546-9.
- mit Klaus Tenfelde: Soziale Räume in der Urbanisierung. Studien zur Geschichte Münchens im Vergleich 1850–1933. Oldenbourg Verlag, München 1990, ISBN 3-486-55091-8.
- mit Harm-Hinrich Brandt: Deutschlands Weg in die Moderne. Politik, Gesellschaft und Kultur im 19. Jahrhundert. Gedächtnisschrift für Thomas Nipperdey. C. H. Beck, München 1993, ISBN 3-406-37132-9.
- mit Heinrich August Winkler: Deutsche Entfremdung. Zum Befinden in Ost und West. C. H. Beck, München 1994, ISBN 3-406-37422-0.
- mit Hans-Ulrich Wehler: Kulturgeschichte Heute. Zwölf Beiträge (= Geschichte und Gesellschaft, Sonderheft 16). Vandenhoeck & Ruprecht, Göttingen 1996, ISBN 3-525-36416-4 (Rezension bei H-Soz-u-Kult).
- mit Helmut Hinze: Deutsche Geschichte in Quellen und Darstellung. Band 7: Vom Deutschen Bund zum Kaiserreich: 1815–1871. Reclam, Stuttgart 1997, ISBN 3-15-017007-9.
- Revolution in Deutschland und Europa 1848/49. Vandenhoeck & Ruprecht, Göttingen 1998, ISBN 3-525-01368-X.
- Utopie und politische Herrschaft im Europa der Zwischenkriegszeit (= Schriften des Historischen Kollegs, Kolloquien. Heft 56). Oldenbourg, München 2003, ISBN 3-486-56642-3 (Digitalisat).
- mit Erhard Schütz: Geschichte für Leser. Populäre Geschichtsschreibung in Deutschland im 20. Jahrhundert. Franz Steiner Verlag, Stuttgart 2005, ISBN 3-515-08755-9 (Rezension bei H-Soz-u-Kult).
- Politische Kulturgeschichte der Zwischenkriegszeit 1918–1939 (= Geschichte und Gesellschaft, Sonderheft 21). Vandenhoeck und Ruprecht, Göttingen 2005, ISBN 3-525-36421-0.[6]
- Ordnungen in der Krise. Zur politischen Kulturgeschichte Deutschlands 1900–1933 (= Ordnungssysteme. Studien zur Ideengeschichte der Neuzeit. Band 22). Oldenbourg, München 2007, ISBN 978-3-486-58177-5 (Auszüge, Rezension bei H-Soz-u-Kult).
- mit Erhard Schütz: Keiner kommt davon. Zeitgeschichte in der Literatur nach 1945. Vandenhoeck & Ruprecht, Göttingen 2008, ISBN 978-3-525-20861-8.
- Die Aufklärung und ihre Weltwirkung (= Geschichte und Gesellschaft. Sonderheft 23). Vandenhoeck & Ruprecht, Göttingen 2009, ISBN 978-3-525-36423-9 (Rezension bei sehepunkte).
- mit Alexander Schug: History Sells! Angewandte Geschichte als Wissenschaft und Markt. Franz Steiner Verlag, Stuttgart 2009, ISBN 978-3-515-09336-1.
- mit Philipp Müller: Die Vergangenheit der Weltgeschichte. Universalhistorisches Denken in Berlin 1800–1933. Vandenhoeck & Ruprecht, Göttingen 2010, ISBN 978-3-525-30007-7.